# Sorgenfri (film)
 For alternative betydninger, se Sorgenfri (flertydig). (Se også artikler, som begynder med Sorgenfri)
Sorgenfri er en dansk gyserfilm instrueret af Bo Mikkelsen efter manuskript af Bo Mikkelsen. Filmen havde premiere d. 31. marts 2016. Ekko kaldte den for Danmarks første zombiefilm. Flere anmeldere hæftede sig dog ved, at filmen var dømt til at floppe, da den kun blev vist i fire biografer over hele landet, og at den kun 14 dage efter premieren var tilgængelig på TDCs streamingtjeneste.

## Handling
Vi følger en familie på fire i den idylliske forstad Sorgenfri. Familiens liv tager en drastisk ændring, da en mystisk virus bryder ud i byen. Pludselig handler det om rå overlevelse, og spørgsmålet er om vores families sammenhold er stærkt nok til at klare sig igennem krisen.

## Modtagelse
Filmen fik en blandet modtagelse. Politiken gav fem ud af seks hjerter og kaldte den for "den bedste danske gyserfilm siden Ole Bornedals Nattevagten", Ekstra Bladet, Berlingske Tidende og Film.dk gav alle fire ud af seks stjerner. Jyllands-Posten gav middelkarakteren tre ud af seks stjerner mens både BT og Jakob Stegelmann i filmmagasinet Ekko kun gav to ud af seks stjerner.

## Medvirkende
- Troels Lyby som Dino
- Mille Dinesen som Pernille
- Mikael Birkkjær som Casper
- Marie Hammer Boda som Sonja
- Benjamin Engell som Gustav
- Therese Damsgaard som Anna
- Diana Axelsen som Dorte
- Rita Angela som Elna
- Ella Solgaard som Maj